# HC Baník Sokolov
HC Baník Sokolov (celým názvem: Hockey Club Baník Sokolov) je český klub ledního hokeje, který sídlí v Sokolově v Karlovarském kraji. Založen byl v roce 1945 pod názvem SK FHD Dolní Rychnov. Svůj současný název nese od roku 2002. Od sezóny 2019/20 působí v Maxa Lize, druhé české nejvyšší soutěži ledního hokeje. Klubové barvy jsou černá a žlutá.
Své domácí zápasy odehrává na zimním stadionu Sokolov s kapacitou 5 000 diváků.

## Historie
V podzimních měsících roku 1945 byl zásluhou několika nadšenců, zaměstnaných na ředitelství tehdejších Falknovských hnědouhelných dolů v Dolním Rychnově, založen sportovní klub pod názvem SK FHD Dolní Rychnov. V roce 1961 se klub dočkal své umělé ledové plochy. Po postupu z krajského přeboru si zahrál roku 1967 poprvé 2. hokejovou ligu, ovšem pouze jednu sezónu. V dalších letech již nastala stabilní účast v 2. hokejové lize, a to po zařazení do soutěže namísto končící Dukly Litoměřice v roce 1969. Stadion se během následujících let dočkal zastřešení, což divákům mimo jiné přineslo možnost sledovat mezistátní zápasy československého týmu. Roku 1978 si Sokolov zahrál jednu sezónu 1. národní hokejovou ligu. Po sestupu se klub dočkal dalšího úspěchu až v roce 1990.

### Nejúspěšnější éra
V sezoně 1989/1990 se Baník stává vítězem skupiny A 2. národní hokejové ligy a postupuje do druholigového finále. V něm se dvoukolově utkává s Baníkem Hodonín a VTJ Racek Pardubice a s bilancí třech vítězství a jedné porážky obsazuje 1. místo, čímž si vybojoval účast v 1. národní hokejové lize. V následující sezoně obsazuje Baník celkově 9. příčku a v sezoně 1991/1992 obsazuje 4. místo po základní části (ve finálové skupině pak obsazuje 8. příčku). Sezona 1992/1993 končí bojem o udržení 1. národní ligy – po základní části Baník končí na 12. příčce, ve skupině o udržení obsazuje 4. místo. Následující sezona je ve znamení změny herního systému 1. ligy – po dvoukolové základní části následuje nadstavba, kde jsou týmy podle umístění rozděleny na sudé a liché a utkávají se opět dvoukolově. Následovalo play-off, do kterého se Baník kvalifikoval z celkově 10. místa. Baník končí hned v prvním kole po prohře 1:2 na zápasy (7:4, 2:6 a 2:3) s Havířovem. Sezona 1994/1995 končí baráží o udržení 1. ligy, když Baník obsazuje po základní části 13. místo. V baráži obsazuje 4. místo a 1. ligu Sokolov zachraňuje. V následující sezoně se Baník umisťuje na celkově 11. místě, což znamená postup do play-off, kde se střetává s Berounem a prohrává 1:2 na zápasy (4:2, 1:5 a 3:6). V sezoně 1996/1997 končí Baník celkově na posledním 14. místě a neúspěšná je i baráž o udržení 1. ligy, kde Baník prohrává 0:4 na zápasy (2:3 sn, 0:1, 1:5 a 1:4) s týmem SK Znojemští Orli a po sedmi letech opouští druhou nejvyšší soutěž.

### Od roku 1997
Od sezony 1997/1998 Baník pravidelně startuje ve skupině západ 2. hokejové ligy. Tuto soutěž celkem 2 x zachraňoval v baráži o udržení (1998/1999 – výhra nad HC Hvězda Praha a 2011/2012 – výhra nad UHK Lev Slaný) a 11 x postoupil do vyřazovacích bojů. Největším úspěchem je celkové vítězství ve skupině západ a následná účast v baráži o 1. ligu v sezoně 2013/2014, kde Baník obsadil celkově 3. (první nepostupové) místo. O tři sezóny později však skončil v západní skupině na posledním místě, v následné baráži o udržení pak nestačil na KLH Vajgar Jindřichův Hradec a HC Technika Brno a po téměř dvaceti letech ve třetí nejvyšší soutěži měl sestoupit do krajského přeboru. Před sezónou však klub koupil licenci na 2. ligu od Klášterce, a klub tak v soutěži pokračoval. V další sezoně postoupil opět do play off, kde skončil ve čtvrtfinále. Pro sezónu 2018/19 přišel k teamu jako sportovní manažer a hlavní trenér pan Karel Mlejnek a pod jeho vedením se klubu podařilo vyhrát základní část a rovněž i celé play off a tým tak slavil postup do druhé nejvyšší soutěže, Chance ligy. V té působí klub v sezónách 2019/2020, 2020/2021 (postup do předkola play off) až do současnosti.

## Historické názvy
Zdroj: 
- 1945 – SK FHD Dolní Rychnov (Sportovní klub Falknovských hnědouhelných dolů Dolní Rychnov)
- 1948 – TJ HDB Sokolov (Tělovýchovná jednota Hnědouhelných dolů a briketáren Sokolov)
- 1953 – TJ Baník Sokolov (Tělovýchovná jednota Baník Sokolov)
- 1991 – HC Baník CHZ Sokolov (Hockey Club Baník Chemické závody Sokolov)
- 2002 – HC Baník Sokolov (Hockey Club Baník Sokolov)

## Statistiky

### Přehled ligové účasti
Stručný přehled
Zdroj: 
- 1950–1951: Oblastní soutěž – sk. B (2. ligová v Československu)
- 1958–1959: Oblastní soutěž – sk. B (3. ligová v Československu)
- 1966–1967: Západočeský krajský přebor (3. ligová v Československu)
- 1967–1968: 2. liga – sk. A (2. ligová v Československu)
- 1968–1969: Západočeský krajský přebor (3. ligová v Československu)
- 1969–1973: 1. ČNHL – sk. A (2. ligová v Československu)
- 1973–1979: 2. ČNHL – sk. A (3. ligová v Československu)
- 1979–1983: 1. ČNHL – sk. A (2. ligová v Československu)
- 1983–1990: 2. ČNHL – sk. A (3. ligová v Československu)
- 1990–1993: 1. ČNHL (2. ligová v Československu)
- 1993–1997: 1. liga (2. ligová v České republice)
- 1997–2018: 2. liga – sk. Západ (3. ligová v České republice)
- 2018–2019 : 2. liga – sk. Sever (3. ligová v České republice)
- 2019– : 1. liga (2. ligová v České republice)

Jednotlivé ročníky
Zdroj: 
Legenda: ZČ - základní část, červené podbarvení - sestup, zelené podbarvení - postup, fialové podbarvení - reorganizace, změna skupiny či soutěže
| Československo (1950 – 1993) |                            |    |           |                                                                  |               |
| Sezóny                       | Soutěž                     | Ú  | ZČ        | Play-off, nadstavba, sk. o udržení...                            | Poznámky      |
| 1950/51                      | Oblastní soutěž – sk. B    | 2. | 8. místo  |                                                                  | Reorganizace  |
| ...                          |                            |    |           |                                                                  |               |
| 1958/59                      | Oblastní soutěž – sk. B    | 3. | 5. místo  |                                                                  | Sestup        |
| ...                          |                            |    |           |                                                                  |               |
| 1966/67                      | Západočeský krajský přebor | 3. | 1. místo  |                                                                  | Postup        |
| 1967/68                      | 2. liga – sk. A            | 2. | 8. místo  |                                                                  | Sestup        |
| 1968/69                      | Západočeský krajský přebor | 3. | 1. místo  |                                                                  | Postup        |
| 1969/70                      | 1. ČNHL – sk. A            | 2. | 6. místo  |                                                                  |               |
| 1970/71                      | 1. ČNHL – sk. A            | 2. | 9. místo  |                                                                  |               |
| 1971/72                      | 1. ČNHL – sk. A            | 2. | 8. místo  |                                                                  |               |
| 1972/73                      | 1. ČNHL – sk. A            | 2. | 9. místo  |                                                                  | Reorganizace  |
| 1973/74                      | 2. ČNHL – sk. A            | 3. | 2. místo  |                                                                  |               |
| 1974/75                      | 2. ČNHL – sk. A            | 3. | 2. místo  |                                                                  |               |
| 1975/76                      | 2. ČNHL – sk. A            | 3. | 4. místo  |                                                                  |               |
| 1976/77                      | 2. ČNHL – sk. A            | 3. | 5. místo  |                                                                  |               |
| 1977/78                      | 2. ČNHL – sk. A            | 3. | 3. místo  |                                                                  |               |
| 1978/79                      | 2. ČNHL – sk. A            | 3. | 1. místo  |                                                                  | Reorganizace  |
| 1979/80                      | 1. ČNHL – sk. A            | 2. | 5. místo  |                                                                  |               |
| 1980/81                      | 1. ČNHL – sk. A            | 2. | 8. místo  | Ne                                                               | sk. o udr.    |
| 1981/82                      | 1. ČNHL – sk. A            | 2. | 8. místo  | Ne                                                               | sk. o udr.    |
| 1982/83                      | 1. ČNHL – sk. A            | 2. | 9. místo  | Skupina o udržení A (4. místo)                                   | Reorganizace  |
| 1983/84                      | 2. ČNHL – sk. A            | 3. | 2. místo  |                                                                  |               |
| 1984/85                      | 2. ČNHL – sk. A            | 3. | 4. místo  |                                                                  |               |
| 1985/86                      | 2. ČNHL – sk. A            | 3. | 3. místo  |                                                                  |               |
| 1986/87                      | 2. ČNHL – sk. A            | 3. | 4. místo  |                                                                  |               |
| 1987/88                      | 2. ČNHL – sk. A            | 3. | 2. místo  |                                                                  |               |
| 1988/89                      | 2. ČNHL – sk. A            | 3. | 4. místo  |                                                                  |               |
| 1989/90                      | 2. ČNHL – sk. A            | 3. | 1. místo  | Finálová skupina (1. místo)                                      | Postup        |
| 1990/91                      | 1. ČNHL                    | 2. | 9. místo  | Skupina o udržení (3. místo)                                     |               |
| 1991/92                      | 1. ČNHL                    | 2. | 4. místo  | Finálová skupina (8. místo)                                      |               |
| 1992/93                      | 1. ČNHL                    | 2. | 12. místo | Skupina o udržení (4. místo)                                     | Reorganizace  |
| Česko (1993 – )              |                            |    |           |                                                                  |               |
| Sezóny                       | Soutěž                     |    | ZČ        | Play-off, nadstavba, sk. o udržení...                            | Poznámky      |
| 1993/94                      | 1. liga                    | 2. | 10. místo | Předkolo                                                         |               |
| 1994/95                      | 1. liga                    | 2. | 13. místo | Ne                                                               | Baráž         |
| 1995/96                      | 1. liga                    | 2. | 11. místo | Předkolo                                                         |               |
| 1996/97                      | 1. liga                    | 2. | 14. místo | Ne                                                               | Baráž         |
| 1997/98                      | 2. liga – sk. Západ        | 3. | 6. místo  | Ne                                                               |               |
| 1998/99                      | 2. liga – sk. Západ        | 3. | 17. místo | Ne                                                               | Baráž         |
| 1999/00                      | 2. liga – sk. Západ        | 3. | 8. místo  | Čtvrtfinále (prohra 1:2 na zápasy s HC Klášterec nad Ohří)       |               |
| 2000/01                      | 2. liga – sk. Západ        | 3. | 11. místo | Ne                                                               |               |
| 2001/02                      | 2. liga – sk. Západ        | 3. | 7. místo  | Předkolo (prohra 1:2 na zápasy s TJ SC Kolín)                    |               |
| 2002/03                      | 2. liga – sk. Západ        | 3. | 6. místo  | Předkolo (prohra 1:2 na zápasy s TJ HC Vlci Jablonec nad Nisou)  |               |
| 2003/04                      | 2. liga – sk. Západ        | 3. | 6. místo  | Předkolo (prohra 2:0 na zápasy s HC SOH Benátky nad Jizerou)     |               |
| 2004/05                      | 2. liga – sk. Západ        | 3. | 8. místo  | Předkolo (prohra 0:3 na zápasy s KLH Vajgar Jindřichův Hradec)   |               |
| 2005/06                      | 2. liga – sk. Západ        | 3. | 4. místo  | Předkolo (prohra 1:3 na zápasy s HC Chrudim)                     |               |
| 2006/07                      | 2. liga – sk. Západ        | 3. | 11. místo | Ne                                                               |               |
| 2007/08                      | 2. liga – sk. Západ        | 3. | 7. místo  | Předkolo (prohra 0:3 na zápasy s HC Chrudim)                     |               |
| 2008/09                      | 2. liga – sk. Západ        | 3. | 18. místo | Ne                                                               |               |
| 2009/10                      | 2. liga – sk. Západ        | 3. | 3. místo  | Čtvrtfinále (prohra 2:3 na zápasy s HC Most)                     |               |
| 2010/11                      | 2. liga – sk. Západ        | 3. | 6. místo  | Čtvrtfinále (prohra 1:2 na zápasy s SHC Maso Brejcha Klatovy)    |               |
| 2011/12                      | 2. liga – sk. Západ        | 3. | 10. místo | Ne                                                               | Baráž         |
| 2012/13                      | 2. liga – sk. Západ        | 3. | 6. místo  | Semifinále (prohra 1:3 na zápasy s HC Tábor)                     |               |
| 2013/14                      | 2. liga – sk. Západ        | 3. | 1. místo  | Semifinále (výhra 3:0 na zápasy s SKLH Žďár nad Sázavou)         | Baráž         |
| 2014/15                      | 2. liga – sk. Západ        | 3. | 1. místo  | Semifinále (výhra 3:0 na zápasy s HC Vlci Jablonec nad Nisou)    | Baráž         |
| 2015/16                      | 2. liga – sk. Západ        | 3. | 15. místo | Ne                                                               |               |
| 2016/17                      | 2. liga – sk. Západ        | 3. | 10. místo | Ne                                                               | Baráž         |
| 2017/18                      | 2. liga – sk. Západ        | 3. | 1. místo  | Čtvrtfinále (prohra 1:3 na zápasy s HC Moravské Budějovice 2005) | Změna skupiny |
| 2018/19                      | 2. liga – sk. Sever        | 3. | 1. místo  | Finále (výhra 4:0 na zápasy s HC Moravské Budějovice 2005)       | Baráž         |
| 2019/20                      | 1. liga                    | 2. | 16. místo | Ne                                                               |               |
| 2020/21                      | 1. liga                    | 2. | 10. místo | Předkolo (Prohra 2:3 na zápasy s HC Stadion Litoměřice)          |               |
| 2021/22                      | 1. liga                    | 2. | 6. místo  | Semifinále (Prohra 1:4 na zápasy s HC Dukla Jihlava)             |               |
| 2022/23                      | 1. liga                    | 2. | 12. místo | Ne                                                               |               |
| 2023/24                      | 1. liga                    | 2. | 12. místo | Ne                                                               |               |
| 2024/25                      | 1. liga                    | 2. | 7. místo  | Předkolo (Prohra 0:2 na zápasy s HC Dynamo Pardubice B)          |               |

### Přehled bodování týmu
| Sezona    | Branky – základní část | Nahrávky – základní část     | Body – základní část        |
| --------- | ---------------------- | ---------------------------- | --------------------------- |
| 2001/2002 | Ladislav Veverka 18    | Ladislav Veverka 18          | Ladislav Veverka 36         |
| 2002/2003 | Petr Polesný 21        | Petr Polesný, Milan Čejka 17 | Petr Polesný 38             |
| 2003/2004 | Ladislav Veverka 17    | Ladislav Veverka 18          | Ladislav Veverka 35         |
| 2005/2006 | Petr Polesný 21        | Petr Polesný 20              | Petr Polesný 41             |
| 2006/2007 | Ladislav Veverka 22    | Ladislav Veverka 23          | Ladislav Veverka 45         |
| 2007/2008 | Petr Kukla 20          | Petr Polesný 20              | Petr Kukla, Petr Polesný 32 |
| 2008/2009 | Petr Kukla 19          | Jan Soukup, Tomáš Sláma 18   | Petr Kukla 34               |
| 2009/2010 | Jan Setikovský 22      | Petr Kukla 28                | Petr Kukla 48               |
| 2010/2011 | Petr Kukla 29          | Petr Kukla 27                | Petr Kukla 56               |
| 2011/2012 | Jan Soukup 21          | Václav Dobřemysl 19          | Václav Dobřemysl 39         |
| 2012/2013 | Roman Pražák 22        | Vladislav Vrtek 30           | Vladislav Vrtek 45          |
| 2013/2014 | Václav Dobřemysl 15    | Tomáš Rohan 17               | Tomáš Rohan 29              |

## Významní hráči a odchovanci klubu
- Erich Kühnhackl
- Vladimír Palaščák
- Radek Duda
- Jiří Sekáč
- Václav Benák
- Lukáš Mensator
- Ladislav Veverka
- Petr Polesný